# Рождествено (Ленінградська область)
Рождествено (рос. Рождествено) — село у Гатчинському районі Ленінградської області Російської Федерації.
Населення становить 2129 осіб. Належить до муніципального утворення Рождественське сільське поселення.

## Географія
Населений пункт розташований на південній околиці міста Санкт-Петербурга.

## Історія
Згідно із законом від 16 грудня 2004 року № 113—оз належить до муніципального утворення Рождественське сільське поселення.

## Населення
| 2007 | 2010  | 2011  | 2017  |
| ---- | ----- | ----- | ----- |
| 1968 | ↘1940 | ↗2135 | ↘2129 |